# 林镇乡
林镇乡，是中华人民共和国甘肃省庆阳市华池县下辖的一个乡镇级行政单位。

## 行政区划
林镇乡下辖以下地区：
东华池社区、黄渠村、范台村、东华池村、四合台村、张岔村、东华池林场、豹子川林场、大凤川林场和林镇林场。